# Bob Peeters
Bob Peeters (Lier, 10 januari 1974) is een Belgisch voetbalcoach en voormalig voetballer.

## Carrière als speler

### Lierse
Bob Peeters groeide op in Wommelgem en sloot zich er op jonge leeftijd aan bij Ternesse VV Wommelgem. De grote spits maakte reeds op 8-jarige leeftijd de overstap naar Lierse SK. Hij doorliep de jeugdreeksen en debuteerde in 1992 voor de Pallieters. Het was toenmalig trainer Herman Helleputte die hem zijn eerste speelkansen gunde.
In 1994, na de komst van Eric Gerets, ontbolsterde Peeters. De grote targetspits scoorde acht keer en werd samen met generatiegenoot Dirk Huysmans het vaste aanvalsduo van Lierse, dat met namen als Nico Van Kerckhoven, Philip Haagdoren, Eric Van Meir en David Brocken over een sterk elftal beschikte en in het seizoen 1996/97 vlot meedraaide aan de top van het klassement. In januari 1997 zat Peeters samen met het bestuur om een contractverlenging te bespreken. De spits stond bij heel wat bestuursleden bekend als een lange, lompe spits. Peeters, die kon rekenen op de interesse van Nederlandse clubs als Vitesse en Roda JC, twijfelde niet lang om Lierse te verlaten. Uiteindelijk kwam hij tot een akkoord met Roda. Peeters maakte het seizoen wel af met Lierse, dat verrassend kampioen werd.

### Roda JC
Na het behalen van de titel trok Peeters omwille van het Bosmanarrest gratis naar Roda JC. Hij werd er verenigd met landgenoten Joos Valgaeren, Gregory Delwarte en Peter Van Houdt. In zijn eerste seizoen eindigde de club uit Kerkrade als veertiende, maar na de komst van Sef Vergoossen keerde Roda terug naar de middenmoot. In 2000 bereikte Peeters met Roda ook de bekerfinale. In De Kuip in Rotterdam won Roda met 0-2 van NEC. Peeters opende de score na 18 minuten. Na afloop beschadigde hij de trofee, wat tot op heden zichtbaar is.

### Vitesse
In augustus 2000 ruilde de aanvaller Roda in voor Vitesse. De club uit Arnhem legde zo'n 252 miljoen BEF (€6,25 miljoen) neer voor de spits, waardoor hij toen, op Émile Mpenza na, de duurste Belgische transfer werd. Eerder had Roda een aanbod van Ipswich Town naast zich neergelegd.
Onder trainer Ronald Koeman speelde Peeters zich meermaals in de kijker. De aanvaller die in eigen land gezien werd als een technisch beperkte voetballer stond in Nederland bekend als een balvaste en klaarkijkende spits. Hij eindigde met Vitesse twee keer op rij in de subtop. In het seizoen 2002/03 zakten Peeters en zijn ploeggenoten ver weg in het klassement. De club zat in financiële problemen en heel wat grootverdieners mochten vertrekken. Peeters kon rekenen op de interesse van het Duitse Werder Bremen.

### Milwall
Peeters verkaste in de zomer van 2003 naar de Engelse First Division. Hij ondertekende een contract voor drie seizoenen bij het Millwall FC van speler-trainer Dennis Wise. Peeters moest bij Millwall de blessure van targetspits Mark McCammon opvangen. In zijn eerste seizoen bereikte de club verrassend de finale van de FA Cup. Het was de eerste keer sinds de oprichting van de Premier League dat er een club uit de lagere divisies de finale bereikte. Millwall miste zestien spelers door blessures en schorsingen. Ook Peeters was er door een enkelblessure niet bij in de finale. Millwall verloor uiteindelijk met 3-0 van Manchester United. Ook de volgende jaren kwam Peeters omwille van heel wat blessureleed amper aan spelen toe.

### KRC Genk
In 2005 wilde de spits terugkeren naar België. Hij onderhandelde met KVC Westerlo, maar belandde uiteindelijk via technisch directeur Ariël Jacobs bij KRC Genk. Peeters moest in Limburg de concurrentie aangaan met Kevin Vandenbergh, Paul Kpaka en Nenad Stojanovic. Hij scoorde negen keer voor Genk, dat de competitie afsloot als vijfde.

### Lierse (II)
Lierse wilde Peeters in 2006 terughalen naar het Lisp. Aanvankelijk wilde voorzitter Jos Vaessen hem transfervrij laten vertrekken, maar dat werd achteraf terug ingetrokken. Uiteindelijk werd de 32-jarige Peeters betrokken bij een ruil met Oleksandr Iakovenko, die toen in dienst van Lierse speelde.
Peeters kwam bij Lierse niet vaak aan spelen toe. De club werd in het seizoen 2006/07 voorlaatste en degradeerde via de eindronde naar tweede klasse. In oktober 2008 zette hij een punt achter zijn spelersloopbaan na een blessure aan de achillespees.

## Statistieken
| Seizoen | Club        | Land               | Competitie     | Duels | Doelp. |
| ------- | ----------- | ------------------ | -------------- | ----- | ------ |
| 1992/93 | Lierse SK   | Vlag van België    | Jupiler Liga   | 13    | 0      |
| 1993/94 | Lierse SK   | Vlag van België    | Jupiler Liga   | 17    | 0      |
| 1994/95 | Lierse SK   | Vlag van België    | Jupiler Liga   | 26    | 8      |
| 1995/96 | Lierse SK   | Vlag van België    | Jupiler Liga   | 29    | 7      |
| 1996/97 | Lierse SK   | Vlag van België    | Jupiler Liga   | 34    | 9      |
| 1997/98 | Roda JC     | Vlag van Nederland | Eredivisie     | 30    | 11     |
| 1998/99 | Roda JC     | Vlag van Nederland | Eredivisie     | 33    | 13     |
| 1999/00 | Roda JC     | Vlag van Nederland | Eredivisie     | 30    | 15     |
| 2000/01 | Vitesse     | Vlag van Nederland | Eredivisie     | 32    | 8      |
| 2001/02 | Vitesse     | Vlag van Nederland | Eredivisie     | 16    | 2      |
| 2002/03 | Vitesse     | Vlag van Nederland | Eredivisie     | 28    | 7      |
| 2003/04 | Vitesse     | Vlag van Nederland | Eredivisie     | 1     | 0      |
| 2003/04 | Millwall FC | Vlag van Engeland  | First Division | 20    | 3      |
| 2004/05 | Millwall FC | Vlag van Engeland  | First Division | 3     | 0      |
| 2005/06 | Millwall FC | Vlag van Engeland  | First Division | 2     | 0      |
| 2005/06 | KRC Genk    | Vlag van België    | Jupiler League | 21    | 9      |
| 2006/07 | Lierse SK   | Vlag van België    | Jupiler League | 14    | 2      |
| 2007/08 | Lierse SK   | Vlag van België    | Exqi League    | 11    | 3      |
| 2008/09 | Lierse SK   | Vlag van België    | Exqi League    | 0     | 0      |
| TOTAAL  | TOTAAL      | TOTAAL             | TOTAAL         | 360   | 97     |

## Carrière als trainer

### KAA Gent (beloften)
Na het beëindigen van zijn spelerscarrière kreeg Peeters de kans om bij Lierse een commerciële functie te bekleden. De gewezen voetballer zag dat niet zitten omdat die job geen taakomschrijving had, en koos uiteindelijk voor KAA Gent. Via toenmalig hoofdcoach Michel Preud'homme, die hij had leren kennen toen hij voor televisie co-commentator was, werd hij trainer van de beloften. Peeters' visie stemde goed overeen met die van Preud'homme, van wie hij ook de gewoonte om pruimtabak onder de lip te steken, overnam.
Als beloftencoach maakte Peeters indruk. In 2010 wilde Ariël Jacobs, toen trainer van RSC Anderlecht, hem naar Brussel halen. Jacobs en Peeters kenden elkaar goed van de nationale beloften en van Peeters' korte passage bij Genk. Reeds toen Peeters bij de jonge Rode Duivels speelde, zag Jacobs een trainer in hem:

Toen al dacht Bob verder dan zijn taak. En hij heeft een vlotte babbel. Ik zag toen al de kiemen van iemand die het kan maken als trainer.

Toenmalig Anderlecht-voorzitter Roger Vanden Stock hield echter de boot af, omdat hij liever de voorkeur gaf aan ex-spelers. Uiteindelijk werd Geert Emmerechts doorgeschoven vanuit een lagere leeftijdscategorie. In diezelfde periode kreeg Peeters van Michel Preud'homme de vraag om zijn assistent te worden bij FC Twente.

### Cercle Brugge
In mei 2010 volgde hij Glen De Boeck op als hoofdtrainer van Cercle Brugge. Met de bescheiden voetbalvereniging nestelde hij zich twee jaar op rij net onder play-off I. Cercle bracht onder Peeters regelmatig verzorgd voetbal en kon de Belgische toppers meermaals verschalken. Zowel Anderlecht als stadsrivaal Club Brugge verloor onder Peeters' trainerschap van Cercle, dat in 2011 ook de halve finale bereikte van de beker. Voor het seizoen 2012/13 vertrokken er met Nuno Reis en Igor Vetokele belangrijke spelers. Cercle kende een rampzalige seizoensstart en zette Peeters op 27 oktober 2012 aan de deur.

### KAA Gent
Op 1 november 2012, nauwelijks een paar dagen na zijn ontslag bij Cercle Brugge, werd Peeters aangesteld als nieuwe trainer van KAA Gent. Daar was Trond Sollied een week eerder ontslagen na tegenvallende resultaten. Peeters keerde zo terug naar het Ottenstadion, waar hij drie jaar eerder zijn trainersdebuut had gemaakt bij de beloftenploeg. Hij ondertekende een contract tot het einde van het seizoen met een optie op nog een seizoen. Amper twee maanden later, op 3 januari 2013, werd hij er ontslagen na een teleurstellende 3 op 27 in de competitie. Jaren later liet Peeters in de pers het volgende optekenen over zijn tweede passage bij Gent:

Een foute keuze, van Gent en van mezelf. Ik deed het uit revanche na mijn ontslag bij Cercle, maar was helemaal uitgeblust en mentaal niet klaar.

### Waasland-Beveren
Op 5 november 2013 ging Peeters aan de slag bij Waasland-Beveren. Hij volgde er net als bij Cercle Brugge destijds trainer Glen De Boeck op. Alex Czerniatynski, oud-trainer van SK Beveren, werd zijn assistent.
De Waaslanders begaven zich in de degradatiezone en hoopten zich onder Peeters te verzekeren van het behoud. Onder zijn leiding won de club enkele belangrijke duels tegen rechtstreekse concurrenten. Op de Freethiel versloeg Waasland-Beveren onder meer Lierse SK (3-1) en RAEC Mons (4-1), terwijl het ook verrassend drie punten veroverde op het veld van titelkandidaat Club Brugge (1-2). Op 15 februari 2014 won het elftal van Peeters met het kleinste verschil van Oud-Heverlee Leuven, dat zo de 15e plaats overnam van Waasland-Beveren. De Waaslanders gaven de 14e plaats niet meer uit handen. In de vier laatste duels won de club van KRC Genk (0-2) en speelde het gelijk tegen leider Standard Luik (1-1).

### Charlton Athletic
Hoewel Waasland-Beveren ook in het seizoen 2014/15 met Peeters wilde samenwerken, besloot de gewezen spits in mei 2014 om op te stappen. Peeters kreeg immers een aanbieding van Charlton Athletic, de Engelse tweedeklasser die in januari 2014 in handen was gekomen van de Belgische ondernemer Roland Duchâtelet. De 40-jarige trainer volgde er zijn landgenoot José Riga op. Voor Peeters, die als speler van 2003 tot 2005 het shirt van Millwall FC droeg, was het een terugkeer naar Engeland. Toch botste de werkwijze van Peeters bijwijlen met de Engelse voetbalcultuur.

Veel mensen vergeten dat trainerschap een vak is. In Engeland zeggen ze niet zomaar manager. Het is een les die ik daar geleerd heb. Ik wou alles zelf in de hand nemen, daar waren mijn Engelse assistenten niet gelukkig mee. Zij waren het niet gewend dat een coach mee op het veld stond en voelden zich opzijgeschoven.

In januari 2015 werd Peeters ontslagen, nadat de club na een 4 op 27 was teruggezakt naar de veertiende plaats in de Championship..

### KSC Lokeren
Op 3 juni 2015 werd Peeters aangesteld bij KSC Lokeren Oost-Vlaanderen als trainer voor het seizoen 2015/16. Hij ondertekende een contract voor twee seizoenen en volgde Peter Maes op, die op zijn beurt naar KRC Genk trok. Na een tegenvallende competitiestart (11 op 36) werd Peeters echter al in oktober 2015 ontslagen. Georges Leekens werd aangesteld als de opvolger van Peeters op Daknam.

### KVC Westerlo (I)
Op 16 november 2015 ging Peeters aan de slag als trainer bij KVC Westerlo. Hij volgde er Harm Van Veldhoven op die een dag eerder werd ontslagen. Het belangrijkste doel van Peeters in seizoen 2015/16 was om niet te degraderen, iets dat ook lukte op 13 maart 2016 door te winnen met 1-0 van Waasland Beveren. Oud-Heverlee Leuven verloor op dezelfde dag en zelfde tijdstip hun thuiswedstrijd van Club Brugge waardoor zij de degradant zijn van dat seizoen. Op 13 september 2016 werd Peeters ontslagen als trainer van Westerlo.

### KVC Westerlo (II)
In december 2017 keerde Peeters terug als trainer van Westerlo, dat inmiddels naar Eerste klasse B was gedegradeerd. Hij startte op 9 december 2017 met een 1-0-zege tegen Oud-Heverlee Leuven De laatste zege van Westerlo dateerde van 30 september dat jaar, nadien pakte de club 3 op 30 onder Vedran Pelić, die nadien wel aanbleef als assistent van Peeters, samen met Eric Reenaers. Westerlo eindigde dat seizoen voorlaatste in de reguliere competitie. In Play-off 3 bleef het echter ongeslagen, waarop Westerlo na een 12 op 18 nog opklom naar de zesde plaats.
In november 2018 zat Peeters rond de tafel met zijn ex-club Waasland-Beveren, maar uiteindelijk bleef hij bij Westerlo nadat de club hem als tegenzet een contractverlenging tot 2023 aanbood. In dat seizoen 2018/19 eindigde Westerlo zowel in de eerste als in de tweede periode vijfde op acht clubs, maar in de eindrangschikking finishte de club vierde, waardoor het geplaatst was voor Play-off 2. Daar eindigde het met 12 op 30 op tien punten van groepswinnaar Sporting Charleroi. Op het einde van het seizoen werd de club overgenomen door de Turkse zakenman Oktay Ercan.
In het seizoen 2019/20 deed Westerlo lang mee voor het eerste periodekampioenschap, maar uiteindelijk eindigde het drie punten onder OH Leuven. Ook het tweede periodekampioenschap was ongemeen spannend – met nog drie speeldagen te gaan stond Westerlo samen met OH Leuven, Beerschot VA en Excelsior Virton op kop –, maar Op twee speeldagen van het einde had Westerlo zijn lot in eigen handen: met 6 op 6 had het genoeg voor een finaleticket. Op de slotspeeldag verloor Westerlo echter met 3-1 van Union Sint-Gillis, waardoor niet Westerlo maar Beerschot het tweede finaleticket greep. Westerlo maakte hierdoor geen kans meer om te promoveren, ondanks het feit dat het in de eindrangschikking het meest aantal punten had gehaald.
Ook in het seizoen 2020/21 deed Westerlo een gooi naar de promotie, zeker gezien het feit dat de periodekampioenschappen dat seizoen werden afgeschaft en dus gewoon de kampioen (en eventueel de vicekampioen) van de reguliere competitie promoveerden. Westerlo deed dat seizoen een tijdje mee voor de tweede plaats, maar moest die uiteindelijk aan RFC Seraing laten. Westerlo eindigde na een gelijkspel tegen hekkensluiter Club NXT op de slotspeeldag uiteindelijk zelfs maar vierde, op negen punten van Seraing. Op 10 mei 2021 werd bekend dat Peeters en Westerlo in onderling overleg afscheid van elkaar namen. Peeters gaf later aan dat het voor beide partijen op was en dat hij het even gezien had met Eerste klasse B, waar de clubs het per seizoen vier keer tegen elkaar opnemen.

### TOP Oss
Op 8 juni 2021 stelde TOP Oss Peeters aan als nieuwe trainer. Hij volgde bij de club uit de Eerste Divisie Klaas Wels op. Hij ondertekende een eenjarig contract. Peeters startte de competitie met een 0-1-zege op het veld van Excelsior Rotterdam. Een week later behaalde hij tegen VVV-Venlo, met dank aan een winnend doelpunt van zijn landgenoot Stephen Buyl in de blessuretijd. Met Mathieu De Smet had Peeters in zijn debuutseizoen nog een andere landgenoot in zijn selectie.

### Helmond Sport
Op 23 december 2022 tekende hij een contract bij Helmond Sport tot het einde van het seizoen.

### SK Beveren
Op 12 juni 2024 werd bekendgemaakt dat Peeters terugkeerde naar het Belgische voetbal en opnieuw werd aangesteld bij SK Beveren. Hij tekende een contract voor twee seizoenen.

## Erelijst
Lierse SK
- Belgisch landskampioen

1997
 Roda JC
- Nederlands bekerwinnaar

2000

## Interlandcarrière
Peeters maakte zijn debuut voor de Rode Duivels op 25 februari 1998 in het vriendschappelijke duel tegen de Verenigde Staten, dat met 2-0 werd gewonnen dankzij twee treffers van Nico Van Kerckhoven. Peeters trad in dat duel na 84 minuten aan als vervanger van Luc Nilis. Hij maakte een zuivere hattrick (drie goals op rij in één speelhelft) namens België op 28 februari 2001, in een WK-kwalificatieduel tegen San Marino.
| Interlanddoelpunten | Interlanddoelpunten | Interlanddoelpunten | Interlanddoelpunten | Interlanddoelpunten | Interlanddoelpunten | Interlanddoelpunten |
| #                   | Datum               | Locatie             | Tegenstander        | Goal(s)             | Uitslag             | Wedstrijd           |
| ------------------- | ------------------- | ------------------- | ------------------- | ------------------- | ------------------- | ------------------- |
| 1                   | 07/10/2000          | Riga, Letland       | Letland             | 12'                 | 0–4                 | WK-kwalificatie     |
| 2                   | 28/02/2001          | Brussel, België     | San Marino          | 75' 84' 88'         | 10–1                | WK-kwalificatie     |

## Televisiewerk
Reeds als speler was Peeters regelmatig op televisie te zien. Tijdens Euro 2000 werkte hij als reporter in dienst van de VRT. Presentator Mark Uytterhoeven stuurde hem voor het programma regelmatig op pad. Vooral Peeters' zoektocht naar een Roemeen werd bekend. Daarnaast was hij een tijdje analist tijdens wedstrijden van de UEFA Champions League en co-commentator voor Belgacom TV.
In 2001 was Peeters te gast in het komisch praatprogramma Mannen op de Rand van een Zenuwinzinking. In 2009 werd hij samen met Walter Grootaers presentator van het programma Wipeout. Toen hij beloftencoach werd van Gent, stopte hij met presenteren.
Peeters is tegenwoordig ook te zien op play sports, onder andere bij Sports Late Night.